# 特拉華鎮區 (密蘇里州香農縣)
特拉華鎮區（英語：Delaware Township）是位於美國密蘇里州香農縣的一個行政鎮區。

## 地方資料
特拉華鎮區的面積為109.57平方千米，皆為陸地。根據2020年美國人口普查的數據，當地共有人口138人，而人口密度為每平方千米1.26人。